# Rue des Boulets (métro de Paris)
Pour les articles homonymes, voir Boulet (homonymie).
Rue des Boulets est une station de la ligne 9 du métro de Paris, située dans le 11e arrondissement de Paris.

## Situation
La station est implantée au cœur du quartier Sainte-Marguerite, sous le boulevard Voltaire à hauteur de la rue des Boulets d'une part et de la rue Voltaire d'autre part. Orientée selon un axe nord-ouest/sud-est, elle s'intercale entre les stations Charonne et Nation. En direction de Pont de Sèvres, elle est précédée d'un raccordement avec le terminus de Nation de la ligne 2, embranché en pointe.

## Histoire
La station est ouverte le 10 décembre 1933 avec la mise en service du cinquième prolongement de la ligne 9, depuis le terminus provisoire de Richelieu - Drouot jusqu'à Porte de Montreuil.
Elle doit sa dénomination initiale de Rue des Boulets - Rue de Montreuil à sa proximité avec la rue des Boulets d'une part, et la rue de Montreuil d'autre part. La première de ces voies a trois origines de nom envisageables, l'hypothèse la plus probable étant le renvoi, par le terme « boulets », à un type de charbon distribué sous forme de palets, d'une taille qui permettait un transport et un stockage plus maniables, dans les quartiers de nombreuses villes, au XIXe et au début du XXe siècles. La seconde rue porte le nom de la commune de Montreuil à laquelle elle conduisait.
Par la suite, le nom de la station est simplifié en Boulets - Montreuil, apparaissant sur les plans avant de remplacer complètement le premier. Ce n'est qu'en 1998 que la station prend son nom actuel de Rue des Boulets, afin d'éviter toute confusion entre la rue de Montreuil (Paris) et la commune de Montreuil (Seine-Saint-Denis), desservies toutes les deux par la ligne.
Dans le cadre du programme « Renouveau du métro » de la RATP, la station est entièrement rénovée le 26 septembre 2006, ce qui entraîne la disparition des faïences biseautées d'origine dans le style d'entre-deux-guerres de l'ex-CMP sur les quais, décoration caractérisée par des cadres publicitaires de couleur miel à motifs végétaux et le nom de la station incorporé dans la céramique des piédroits.

### Fréquentation
Selon les estimations de la RATP, la station a vu entrer 2 583 609 voyageurs en 2019, ce qui la place à la 201e position des stations de métro pour sa fréquentation sur 302,. En 2020, avec la crise du Covid-19, son trafic annuel tombe à 1 383 972 voyageurs, ce qui la classe au 188e rang, avant de remonter progressivement en 2021 avec 1 832 442 entrants comptabilisés, la reléguant cependant à la 197e position des stations du réseau pour sa fréquentation cette année-là.

## Services aux voyageurs

### Accès
La station dispose de trois accès débouchant de part et d'autre du boulevard Voltaire, tous agrémentés d'une balustrade en fer forgé dans le style Dervaux des années 1930 :
- l'accès no 1 « Cité Voltaire », constitué d'un escalier fixe orné d'un candélabre Dervaux, débouchant au droit du no 209 du boulevard ;
- l'accès no 2 « Rue des Boulets », également constitué d'un escalier fixe agrémenté d'un mât Dervaux, se trouvant face au no 230 du boulevard, faisant l'angle avec le no 42 de la rue des Boulets ;
- l'accès no 3 « Boulevard Voltaire », constitué d'un escalier mécanique montant permettant uniquement la sortie depuis le quai en direction de Mairie de Montreuil, se situant au droit du no 232 du boulevard précité.

Accès à la station
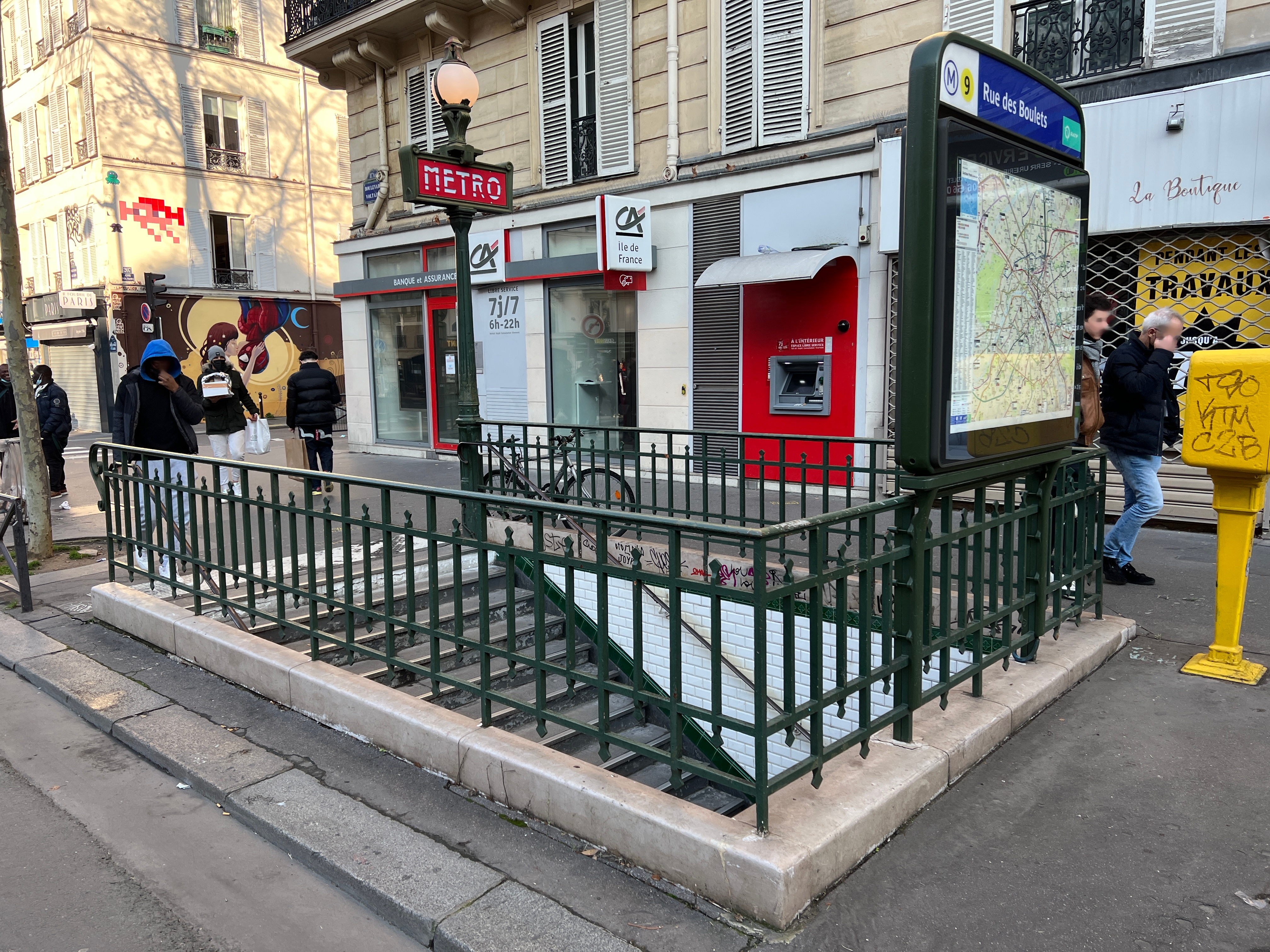
L'accès no 1, « Cité Voltaire ».
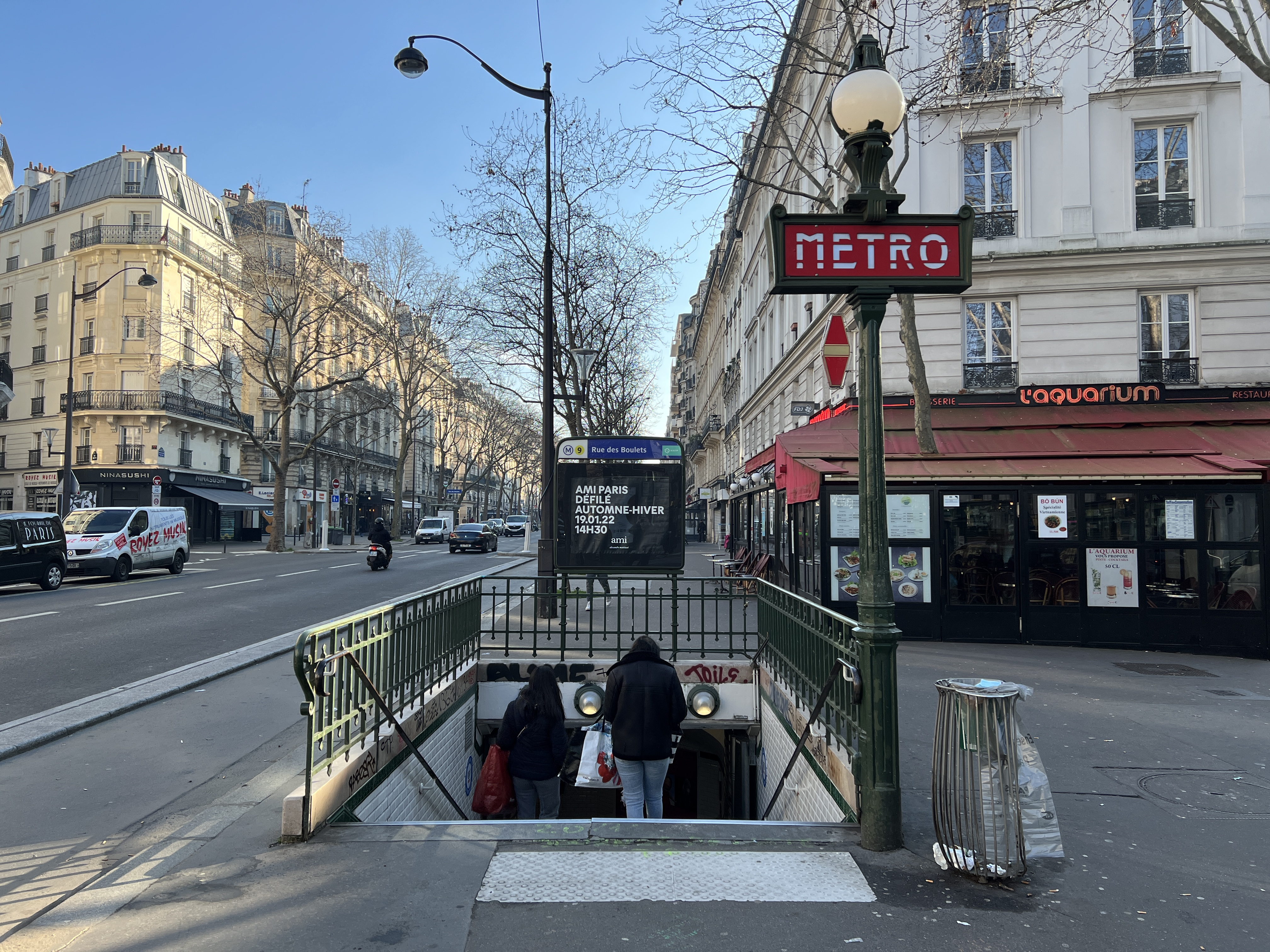
L'accès no 2, « Rue des Boulets ».
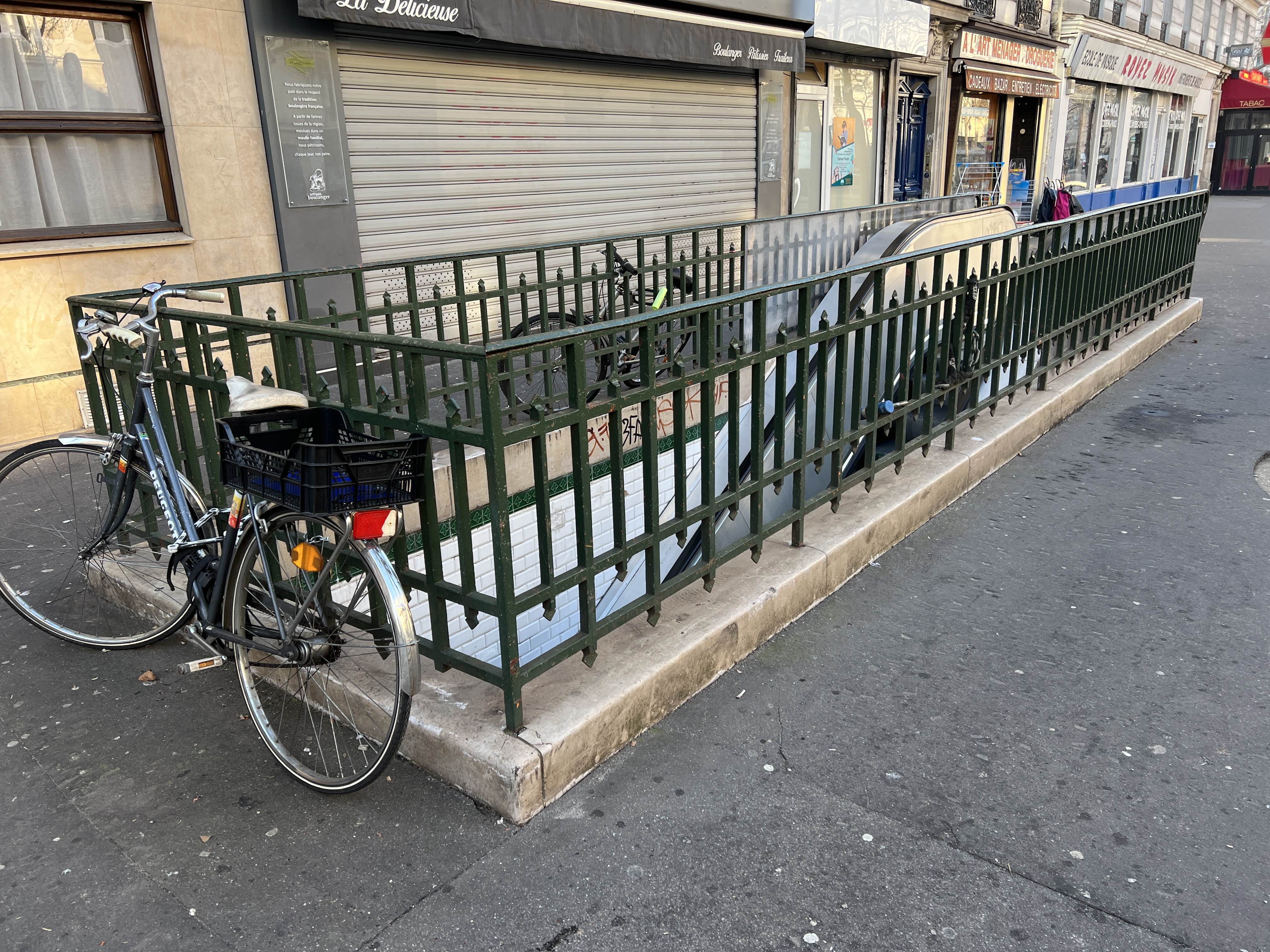
La sortie no 3, « Boulevard Voltaire ».

### Quais
Rue des Boulets est une station de configuration standard pour le métro de Paris : elle possède deux quais, d'une longueur de 105 mètres, séparés par les voies du métro situées au centre et la voûte est elliptique. La décoration est une variante du style utilisé pour la majorité des stations du métro, avec des carreaux de céramique blancs biseautés recouvrant les piédroits, la voûte ainsi que les tympans, tandis que l'éclairage est assuré par deux bandeaux-tubes suspendus. Les cadres publicitaires sont métalliques et le nom de la station est inscrit en police de caractères Parisine sur des plaques émaillées. Les sièges de style « Motte » sont de couleur jaune.

Quais de la station
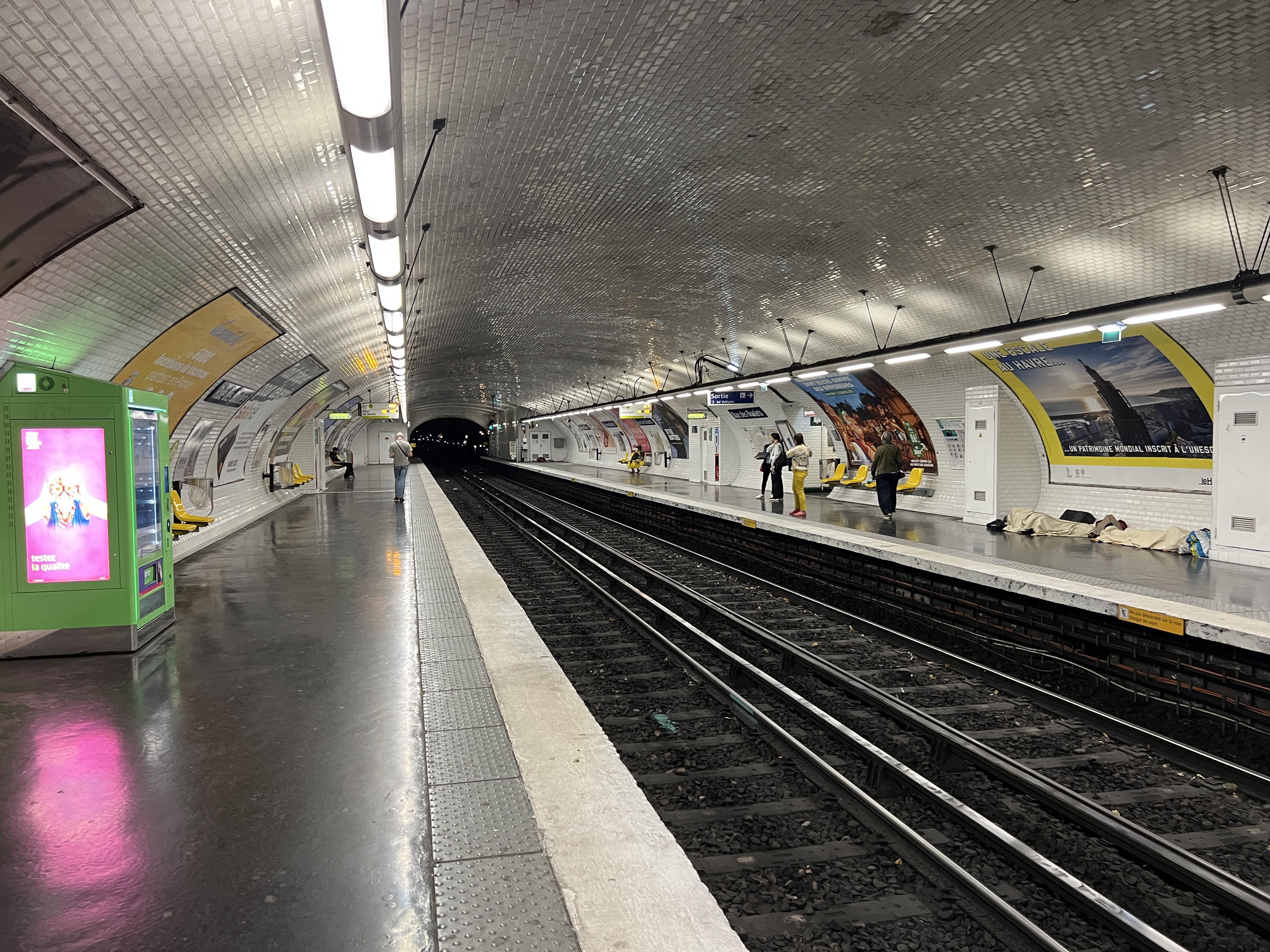
Les quais vus en direction de Mairie de Montreuil.
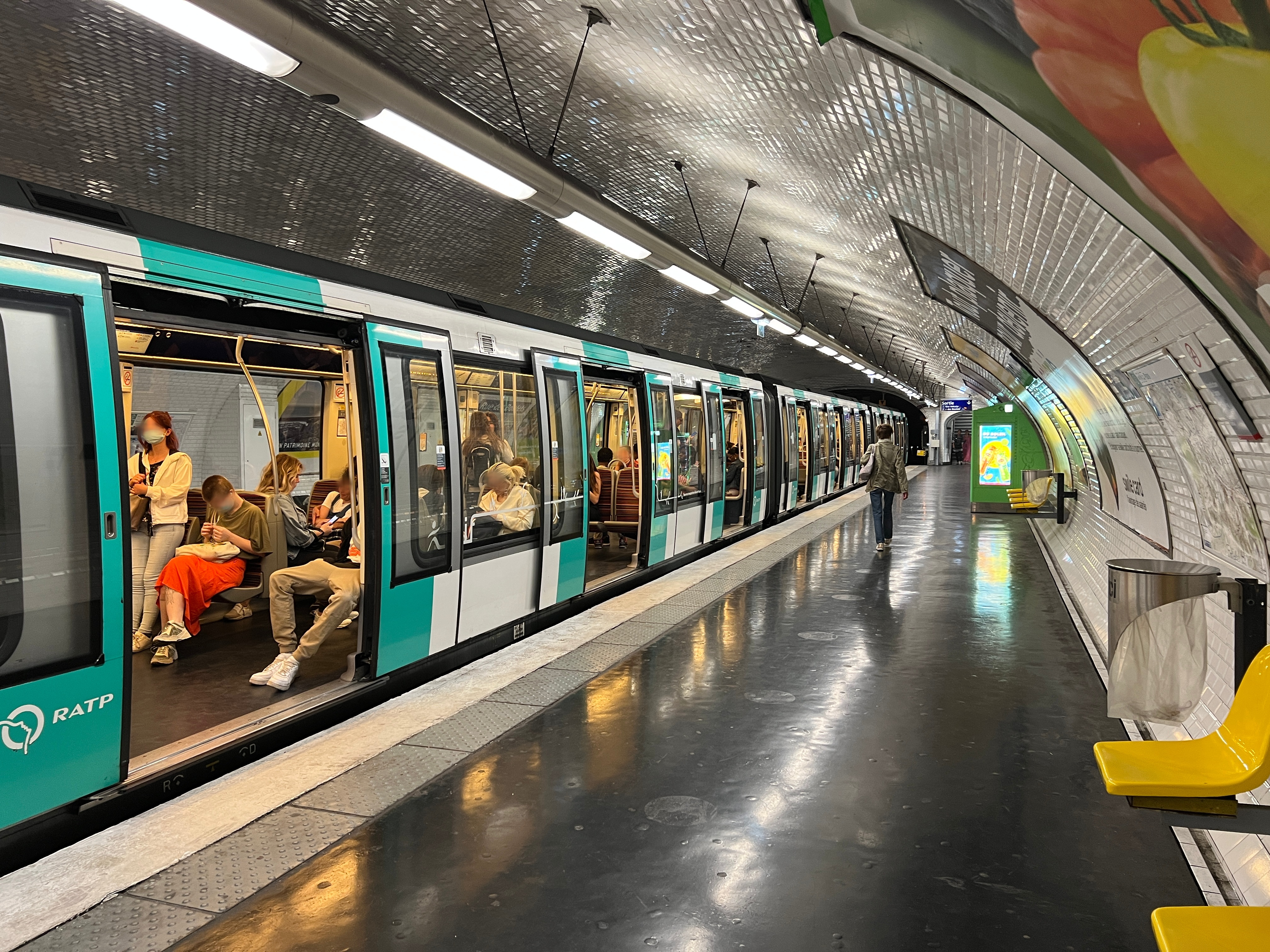
Arrêt d'une rame MF 01 pour Pont de Sèvres.
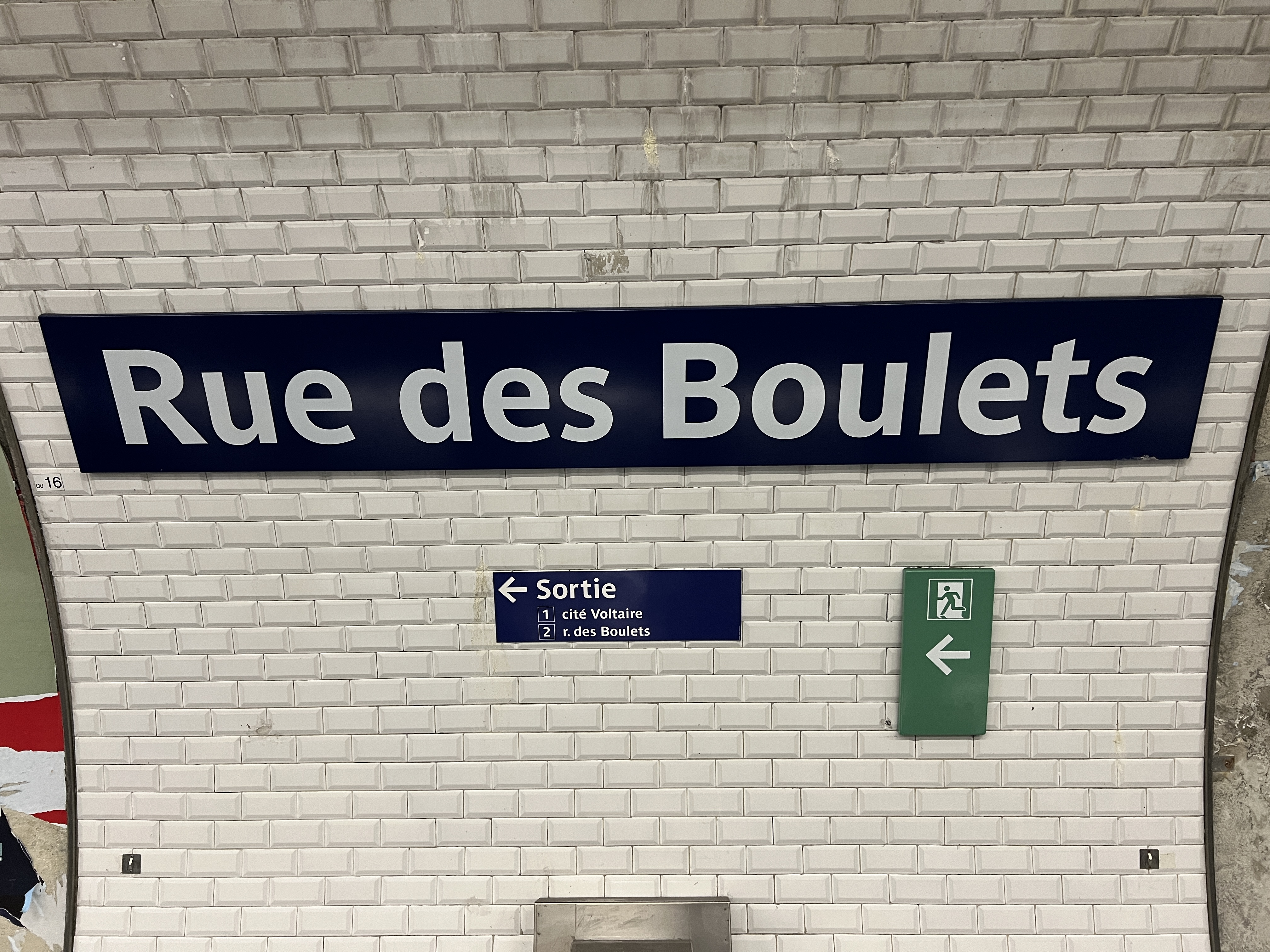
Plaque émaillée indiquant le nom de la station.

### Intermodalité
La station est desservie par la ligne 56 du réseau de bus RATP.

## À proximité
- Square de l'Impasse-des-Jardiniers
- Jardin Émile-Gallé
- Jardin de la Folie-Titon
- Église luthérienne de Bon-Secours